# Ortografia natural
S'anomena ortografia natural a l'estadi de coneixement ortogràfic de l'infant que sap separar correctament els mots i representa els fonemes per signes correctes o equivalents. S'oposa a l'ortografia arbitrària, que és la que es fa segons les regles i excepcions que vigeixen, o bé l'ortografia al sentit comú.

## Definició

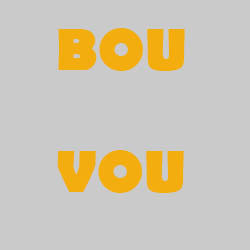
Confondre bou i vou al català oriental és un error
d'ortografia arbitrària, però no
d'ortografia natural

Al moment que comença a aprendre a escriure, l'infant aplica de manera natural i espontània grafemes que associa amb els sons de la llengua que entén al seu entorn, en un estadi al qual encara no coneix o domina totes les convencions de l'ortografia oficial amb les arbitrarietats de les regles d'una llengua a la qual els mateixos fonemes no s'escriuen sempre de la mateixa manera.
Exemples d'ortografia natural en català oriental: trevall per treball, abuca per abocar. Una bona ortografia natural és un indici que l'infant sap distingir tots els sons d'una paraula i en bon ordre, una habilitat indispensable per a aprendre l'ortografia correcta. Faltes d'ortografia natural, és a dir, quan l'escrit no correspon fonèticament al so de la paraula, per exemple prota en lloc de porta, són un senyal de llacunes en el desenvolupament o altres problemes.
|              | Tipus                          | Exemple d'error | Ortografia correcta |
| ------------ | ------------------------------ | --------------- | ------------------- |
| 1a categoria | Transposició                   | prota           | porta               |
|              | Omissió                        | cata            | canta               |
|              | Alteració de signes inequívocs | danda           | banda               |
|              | Addició                        | portatava       | portava             |
| 2a categoria | Enganxament                    | ala cuina       | a la cuina          |
|              | Trencament                     | a quella        | aquella             |
| 3a categoria | Gu/g                           | gerra           | guerra              |
|              | Qu                             | acella          | aquella             |
| 4a categoria | rr/r                           | caro            | carro               |

## Una fase al desenvolupament psicològic
Per adquirir aquest primer estadi de l'escriptura, és important que l'infant hagi aconseguit un estadi de desenvolupament de la discriminació auditiva suficient i que coneix la pronúncia correcta. Aquest darrer pot ser difícil quan surt d'una família a la qual no parla la llengua de l'ensenyament o un dialecte força diferent. És un dels arguments majors per a organitzar una educació infantil amb una immersió de qualitat, obligatòria des de molt jove, per tal d'evitar retards quan passa a l'escola primària. L'educació infantil fomenta entre d'altres, la integració d'immigrants i pot contribuir considerablement a la prevenció de retards pedagògics més difícils per a recuperar més tard.
Es considera en termes generals que els errors d'ortografia natural han de desaparèixer cap als huit o nou anys. La persistència d'errors d'ortografia natural pot ser un símptoma d'altres problemes: mal domini de la llengua ensenyada, dislèxia, sordesa parcial (perifèrica: a l'orella, central: al cervell), retard de desenvolupament general i altres. Pot necessitar una atenció logopèdica, psicològica, pedagògica o medical.

## Desformació ideològica
A certs països, com l'Alemanya, per raons d'ideologia pedagògica a la segona meitat del segle xx, certs pèrits van preconitzar que calia respectar l'espontaneïtat dels nens i que la creativitat de l'expressió era més important que el domini de l'ortografia. Aquesta arribaria per si mateixa amb el temps. L'entrenament enutjós de l'ortografia arbitrària hauria sigut una cosa passada de moda. Estudis científics més recents van demostrar que això no és pas el cas i que, ans al contrari si s'espera massa temps abans de corregir el nen, els grafemes erronis es fixen al cervell. El desaprenentatge d'habituds encastades esdevé cada dia més difícil. L'adquisició de l'ortografia es compara a l'aprenentatge d'un instrument de música o d'un esport al qual és preferible d'aprendre els moviments correctes des de l'inici. La repetició i l'entrenament interminable, fins que el moviment es fa correctament semblen les úniques vies efectives. La pedagogia moderna va desenvolupar moltes eines per tal d'amenitzar-lo. El que sí que no funciona és donar copets als dits o castigar el nen que fa un error en posar-li orelles d'ase al cap.

## Ortografia natural i reforma de l'ortografia
La idea d'una escriptura fonètica (un so = un grafema), sembla atractiu però a la pràctica és impossible a realitzar: la pronúncia de la llengua es canvia al temps i a l'espai (variants d'accent) i cal una convenció arbitrària, per tal de mantenir la unitat de la llengua. Segons les llengües, quan la diferència entre l'ortografia i la pronúncia s'exacerba, grups comencen a actuar per una reforma ortogràfica. Ja al segle xix George Bernard Shaw en una paròdia sobre les irregularitats de l'anglès proposà de canviar l'ortografia de fish en ghoti. Altres tenen a reconèixer l'etimologia i prefereixen philosophia a filosofia.
Reformar o no reformar, tal era també la qüestió que Pompeu Fabra i Poch es posava quan el 1913 l'institut d'Estudis Catalans publicà les Normes ortogràfiques. No tots van acceptar el reemplaçament de l'antic ab per amb, la supressió del dígraf ch, reemplaçat segons els casos per un c o per un x o tx i que només subsisteix en cognoms (Bosch, Llach). Un grup d'antinormistes el 1915 van crear Acadèmia de la Llengua Catalana per a proposar sense èxit una ortografia alternativa. El debat continua fins avui.